# Угбизиен, Мозес
Мозес Угбизиен (англ. Moses Ugbusien; р. 11 декабря 1965) — нигерийский легкоатлет, призёр Олимпийских игр.
Мозес Угбизиен родился в 1965 году. В 1984 на Олимпийских играх в Лос-Анджелесе он стал обладателем бронзовой медали в эстафете 4×400 м.